# Osório (gemeente)
Osório is een gemeente in de Braziliaanse deelstaat Rio Grande do Sul. De gemeente telt 41.642 inwoners (schatting 2009).

## Verkeer en vervoer
De plaats ligt aan de noord-zuidlopende weg BR-101 tussen Touros en São José do Norte. Daarnaast ligt ze aan de wegen BR-290, RS-030 en RS-389.